# Le Tiercent
Le Tiercent (bretonisch: An Tergant; Gallo: Le Tierczant) ist eine französische Gemeinde mit 194 Einwohnern (Stand: 1. Januar 2022) im Département Ille-et-Vilaine in der Region Bretagne. Sie gehört zum Arrondissement Fougères-Vitré und zum Kanton Val-Couesnon. Die Einwohner werden Tiercentois und Tiercentoises genannt.

## Geographie
Le Tiercent liegt etwa 17 Kilometer westlich von Fougères an der Minette. Umgeben wird Le Tiercent von den Nachbargemeinden Saint-Marc-le-Blanc im Norden,  Saint-Marc-le-Blanc im Nordosten und Osten, Saint-Hilaire-des-Landes im Osten und Südosten, Saint-Ouen-des-Alleux im Süden, Saint-Christophe-de-Valains im Südwesten und Chauvigné im Westen und Nordwesten.

## Bevölkerungsentwicklung
| Jahr                       | 1962 | 1968 | 1975 | 1982 | 1990 | 1999 | 2006 | 2013 | 2020 |
| Einwohner                  | 252  | 229  | 220  | 218  | 184  | 162  | 171  | 169  | 186  |
| Quellen: Cassini und INSEE |      |      |      |      |      |      |      |      |      |

## Sehenswürdigkeiten
- Kirche Saint-Martin mit Ursprüngen aus dem 12. Jahrhundert, seit 1926 als Monument historique eingeschrieben
- Schloss aus dem 17. Jahrhundert mit den Resten des früheren Schlosses aus dem 15. Jahrhundert (u. a. Ruine eines Donjon), seit 1926 als Monument historique klassifiziert

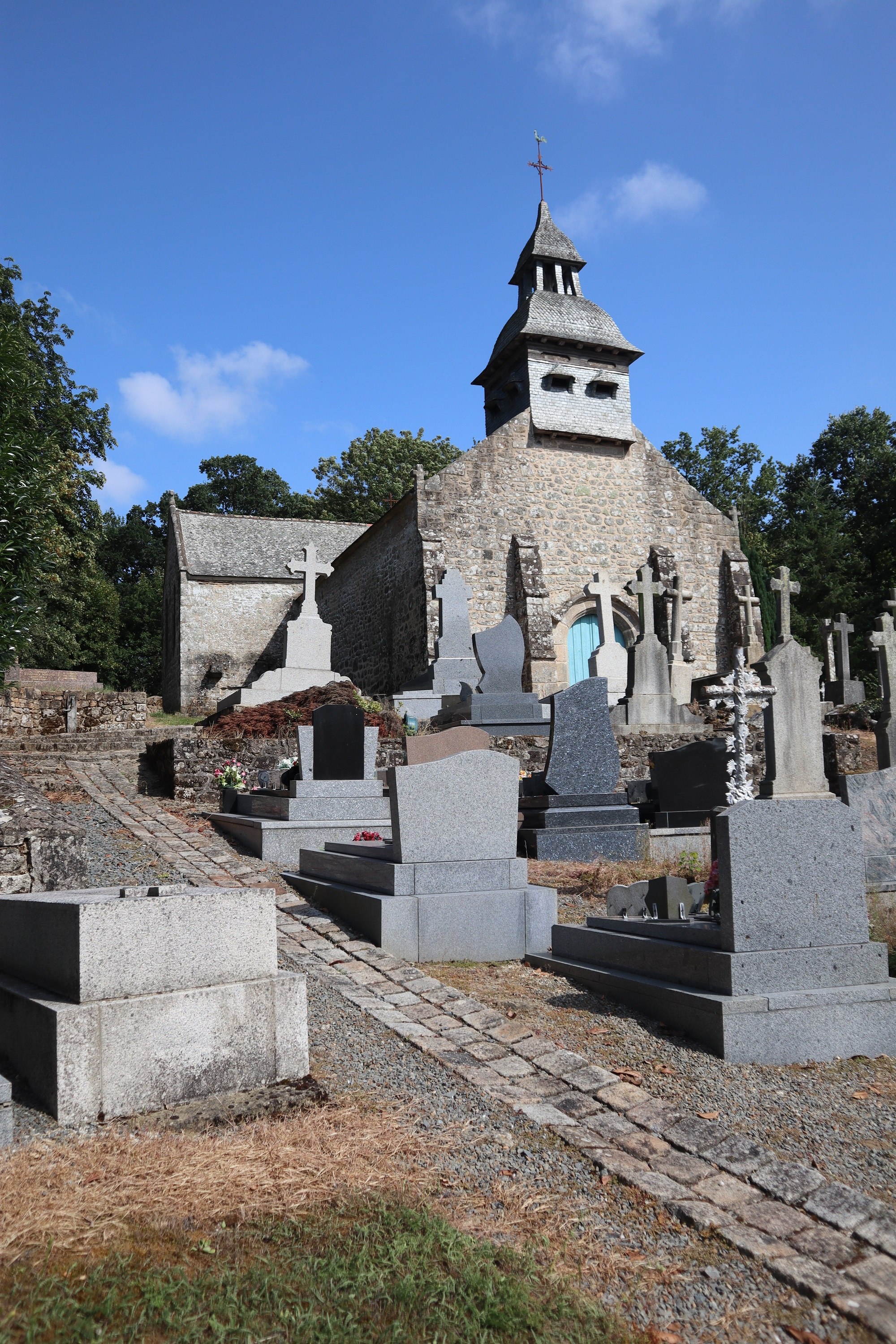
Kirche Saint-Martin
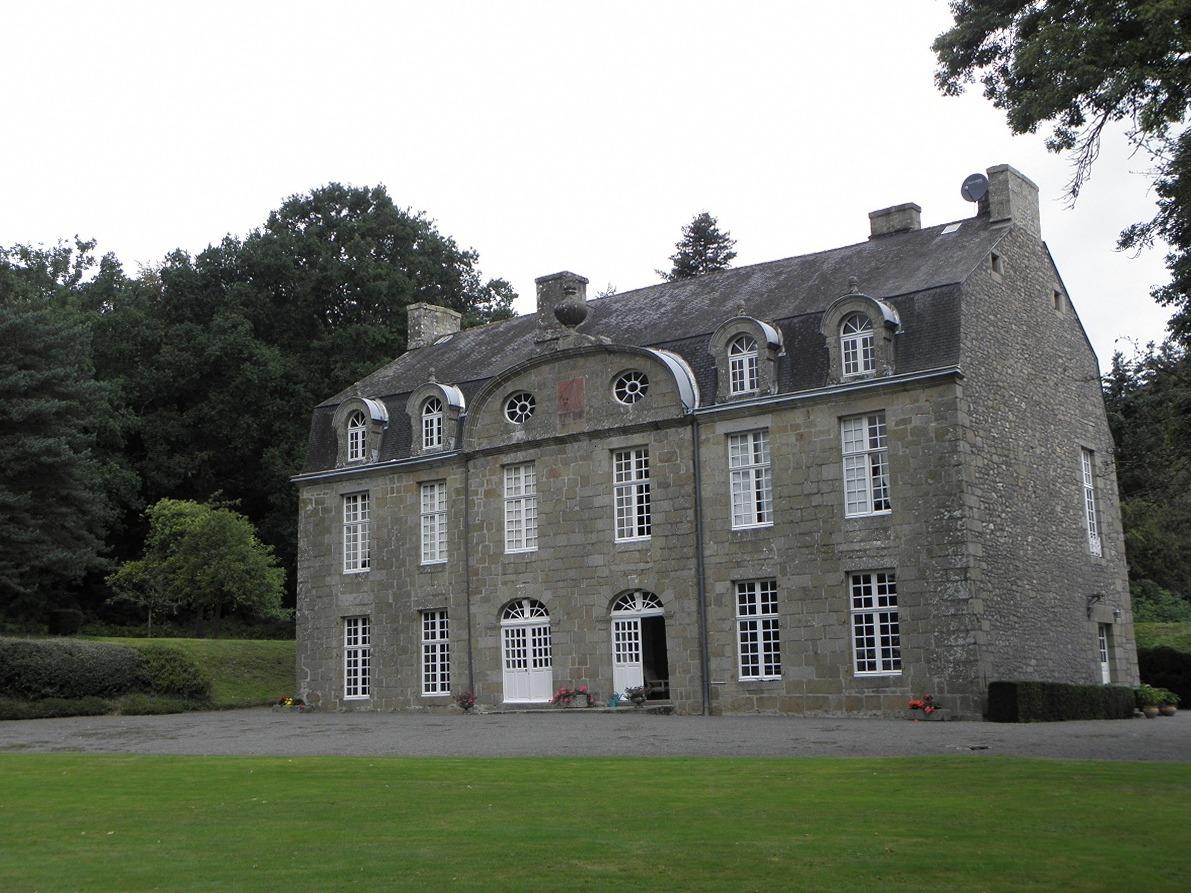
Schloss
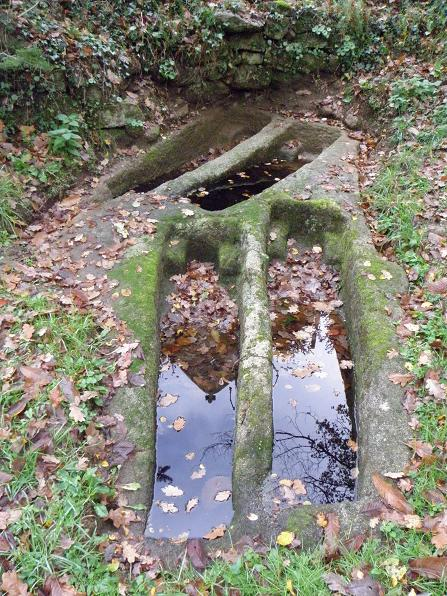
Gallorömische Sarkophage